# Síntesi de Strecker
La síntesi de Strecker és una sèrie de reaccions químiques que permeten la síntesi d'un α-aminoàcid partint d'un aldehid o una cetona.
El compost carbonílic condensa amb clorur d'amoni a una imina, que en presència de cianur pateix l'addició d'aquest per formar un α-aminonitril, el qual seguidament s'hidrolitza per aconseguir l'aminoàcid que es desitja.
La síntesi de Strecker clàssica porta a α-aminoàcids racèmics; això no obstant, en l'actualitat hi ha mètodes enantioselectius.